# Helopsaltes
Genre
Helopsaltes est un genre de passereaux de la famille des Locustellidae. Il regroupe six espèces de locustelles.

## Répartition
Ce genre est composé d'oiseaux migrateurs qui vivent à l'état naturel dans l'Est de l'Asie,,,,, ainsi qu'en Nouvelle-Guinée,.

## Liste alphabétique des espèces
Selon la classification de référence du Congrès ornithologique international (version 8.2, 2018) :
- Helopsaltes amnicola (Stepanyan, 1972) — Locustelle amnicole, Locustelle riverain
- Helopsaltes certhiola (Pallas, 1811) — Locustelle de Pallas
  - Helopsaltes certhiola centralasiae (Sushkin, 1925)
  - Helopsaltes certhiola certhiola (Pallas, 1811)
  - Helopsaltes certhiola minor (David & Oustalet, 1877)
  - Helopsaltes certhiola rubescens (Blyth, 1845)
  - Helopsaltes certhiola sparsimstriatus (Meise, 1934)
- Helopsaltes fasciolatus (Gray, GR, 1861) — Locustelle fasciée
- Helopsaltes ochotensis (Middendorff, 1853) — Locustelle de Middendorff
- Helopsaltes pleskei (Taczanowski, 1890) — Locustelle de Pleske
- Helopsaltes pryeri (Seebohm, 1884) — Locustelle du Japon, Mégalure du Japon, Rousserolle des joncs, Rousserolle du Japon
  - Helopsaltes pryeri pryeri (Seebohm, 1884)
  - Helopsaltes pryeri sinensis (Witherby, 1912)

## Taxonomie
Ce genre a été créé par la classification de référence du Congrès ornithologique international (version 8.2, 2018) à la suite de la réorganisation de la famille des Locustellidae. Les espèces correspondantes faisaient auparavant partie du genre Locustella.